# Aus der Tiefen rufe ich, Herr, zu dir

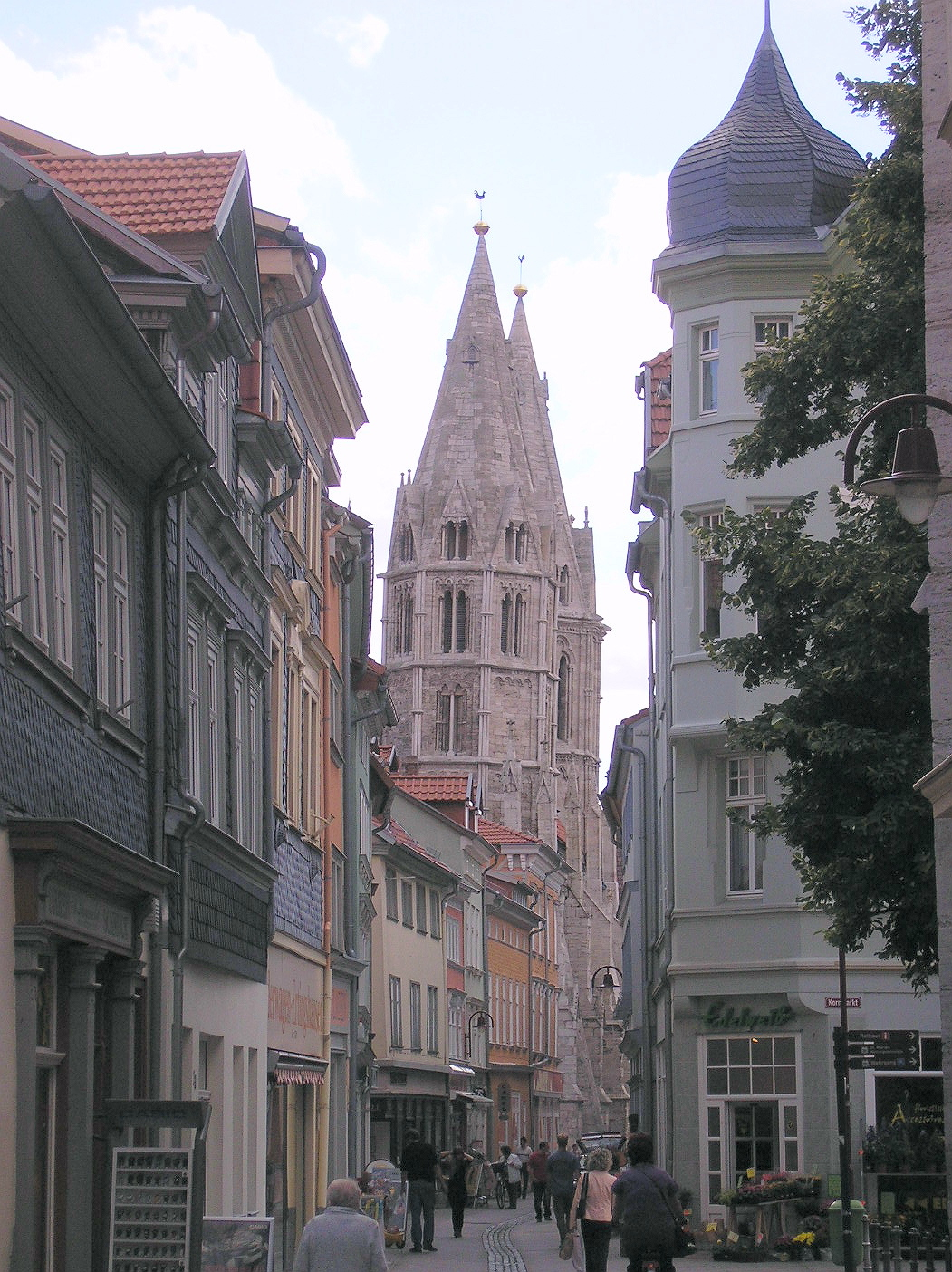
Stare miasto w Mühlhausen

Aus der Tiefen rufe ich, Herr, zu dir (Z głębokości wołam do Ciebie, Panie), BWV 131,
jest kościelną kantatą niemieckiego kompozytora Jana Sebastiana Bacha. Została skomponowana w Mühlhausen w roku 1707 (Bach liczył sobie wtedy 22 lata) lub 1708. Prawdopodobnie jest to najwcześniejsza kantata w znanej współcześnie, zachowanej twórczości Bacha. Tekst oparty jest na pokutnym Psalmie 130 (w numeracji Septuaginty), który nieznany kompilator powiązał z chorałem Bartłomieja Ringwaldta z 1588 roku, Herr Jesu Christ, du höchstes Gut (O Jezu mój, co dobrem jesteś). Geneza utworu ma związek z pożarem miasta i pokutnym nabożeństwem wiązanym z tym wydarzeniem.

## Obsada
Kwartet śpiewaków solowych, chór, obój, fagot, dwie altówki i smyczki continua.

## Części utworu
1. Sinfonia

Pierwszy i drugi wers psalmu:
- Aus der Tiefen rufe ich, Herr, zu dir.
- Z głębokości wołam do Ciebie, Panie.
- Herr, höre meine Stimme, lass deine Ohren merken auf die Stimme meines Flehens!
- Panie, usłysz głos mój! Niech będą uszy twoje otwarte na głos błagania mego.

Linia melodyczna, która stanowi początek oddaje ideę tekstu: "Z głębokości...":
2. Duet sopranu i basu.

Bas śpiewa 3 i 4 wers psalmu a na tym tle sopran cantus firmus chorału Bartłomieja Ringwaldta, drugą jego strofę:
- So du willst, Herr, Sünde zurechnen, Herr, wer wird bestehen?
- Jeżeli pamięć o występkach zachowasz, Panie, któż się ostoi?

Erbarm dich mein in solcher Last,

Nimm sie aus meinem Herzen,

Dieweil du sie gebüßet hast

Am Holz mit Todesschmerzen,
- Denn bei dir ist die Vergebung, dass man dich fürchte.
- Ale z Tobą jest przebaczenie, abyś w bojaźni był czczony.

Auf dass ich nicht mit großem Weh

In meinen Sünden untergeh,
Noch ewiglich verzage.
3. Chór
- Ich harre des Herrn, meine Seele harret, und ich hoffe auf sein Wort.
- Nadzieję pokładam w Panu, nadzieję w Panu pokłada dusza moja, i czekam na Jego słowo.

4. Duet altu i tenora
Tenor wykonuje deklamacyjne arioso z szóstym wersem psalmu:
- Meine Seele wartet auf den Herrn von einer Morgenwache bis zu der andern.
- Dusza moja czeka na Pana bardziej niż nocne straże na przyjście poranka, niż nocne straże na przyjście poranka.

Alt wykonuje chorałowe cantus firmus:
Und weil ich denn in meinem Sinn,

Wie ich zuvor geklaget,

Auch ein betrübter Sünder bin,

Den sein Gewissen naget,

Und wollte gern im Blute dein

Von Sünden abgewaschen sein

Wie David und Manasse.
5. Chór
- Israel hoffe auf den Herrn; denn bei dem Herrn ist die Gnade und viel Erlösung bei ihm.
- Oczekuj, Izraelu, Pana, bo w Panu jest łaska i wielka moc odkupienia.
- Und er wird Israel erlösen aus allen seinen Sünden.
- On sam odkupi Izraela ze wszystkich win jego.